# David Acevedo

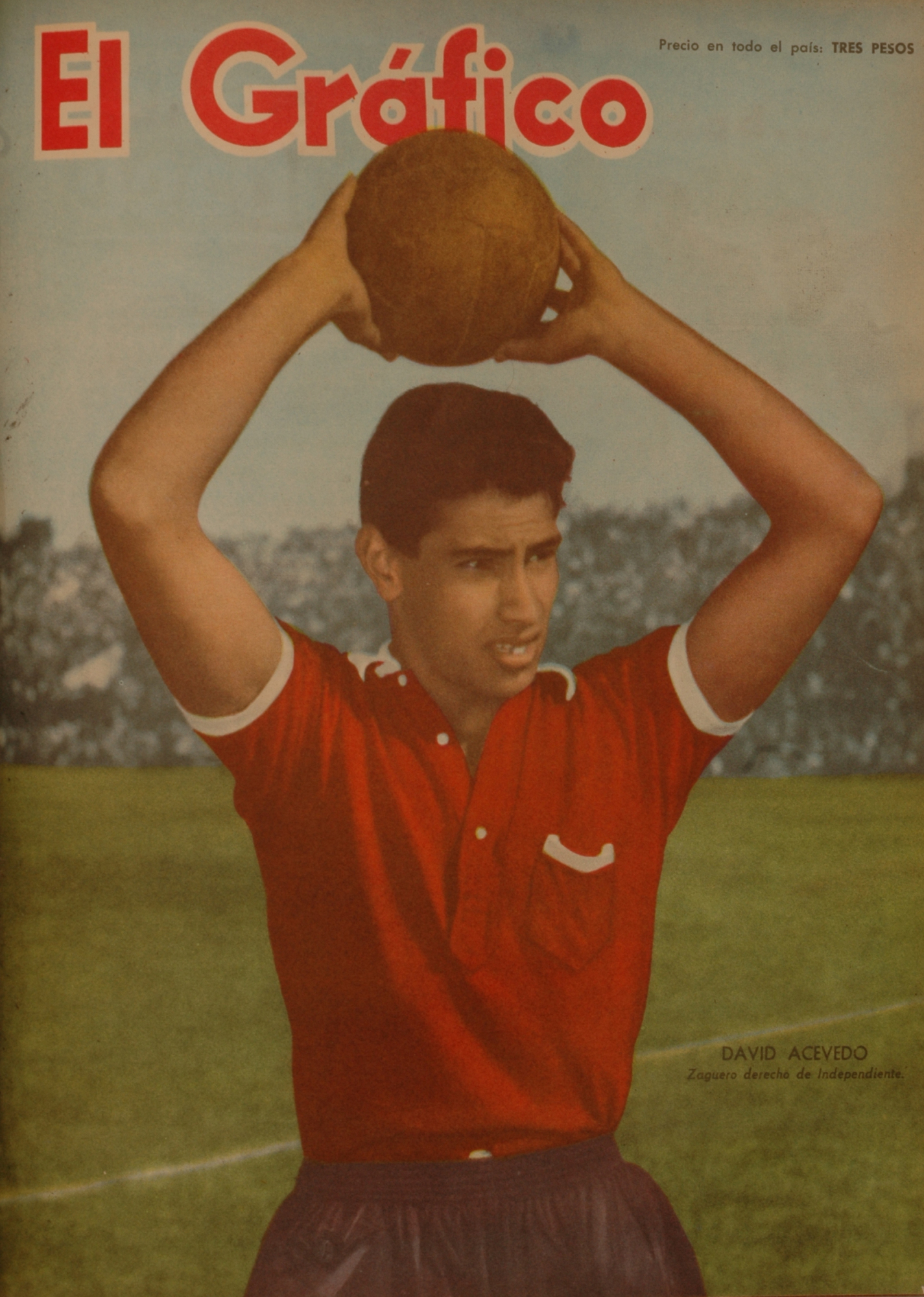
David Acevedo en Independiente en 1958.

David Acevedo  (nacido el 20 de febrero de 1937, en Santa Fe, Argentina) es un exfutbolista argentino. Jugaba de defensor.
Integró el plantel de Argentina en la Copa Mundial de la FIFA 1958. También jugó para el Club Atlético Independiente.

## Trayectoria en clubes
La mayor parte de su carrera Acevedo jugó para Independiente. Junto con el club de los "diablos rojos", ganó los certámenes de la Copa Libertadores 1964 y la Copa Libertadores 1965.
También jugó para el Club Atlético Banfield.

## Trayectoria internacional

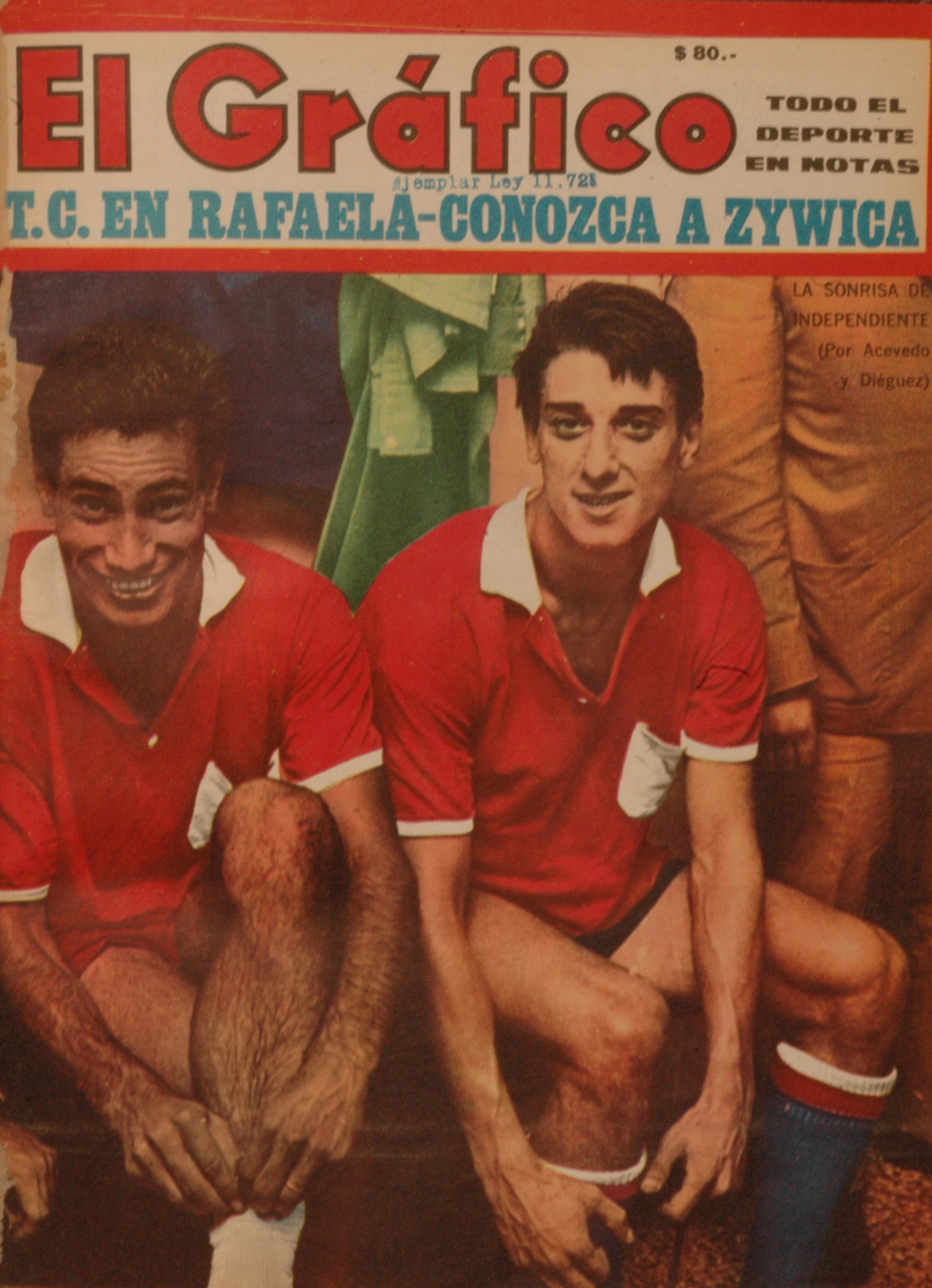
Acevedo y Diéguez, en 1967.

Siendo jugador de fútbol de Independiente, estuvo en el listado final del equipo de Argentina para la Copa Mundial de la FIFA 1958, donde su selección fue eliminada en la fase de grupos. Acevedo no llegó a disputar ningún partido.
Aún como jugador de Independiente, participó en la Copa América 1967, donde fue con Argentina subcampeón del campeonato sudamericano. Acevedo jugó los cinco partidos - contra Paraguay, Bolivia, Venezuela, Chile y Uruguay.
En la selección de fútbol de Argentina jugó un total de 5 partidos - todos durante esa Copa América.

## Palmarés

### Copas internacionales
| Título            | Club          | Sede       | Edición |
| ----------------- | ------------- | ---------- | ------- |
| Copa Libertadores | Independiente | Avellaneda | 1964    |
| Copa Libertadores | Independiente | Santiago   | 1965    |